# Landgericht Ludwigsstadt

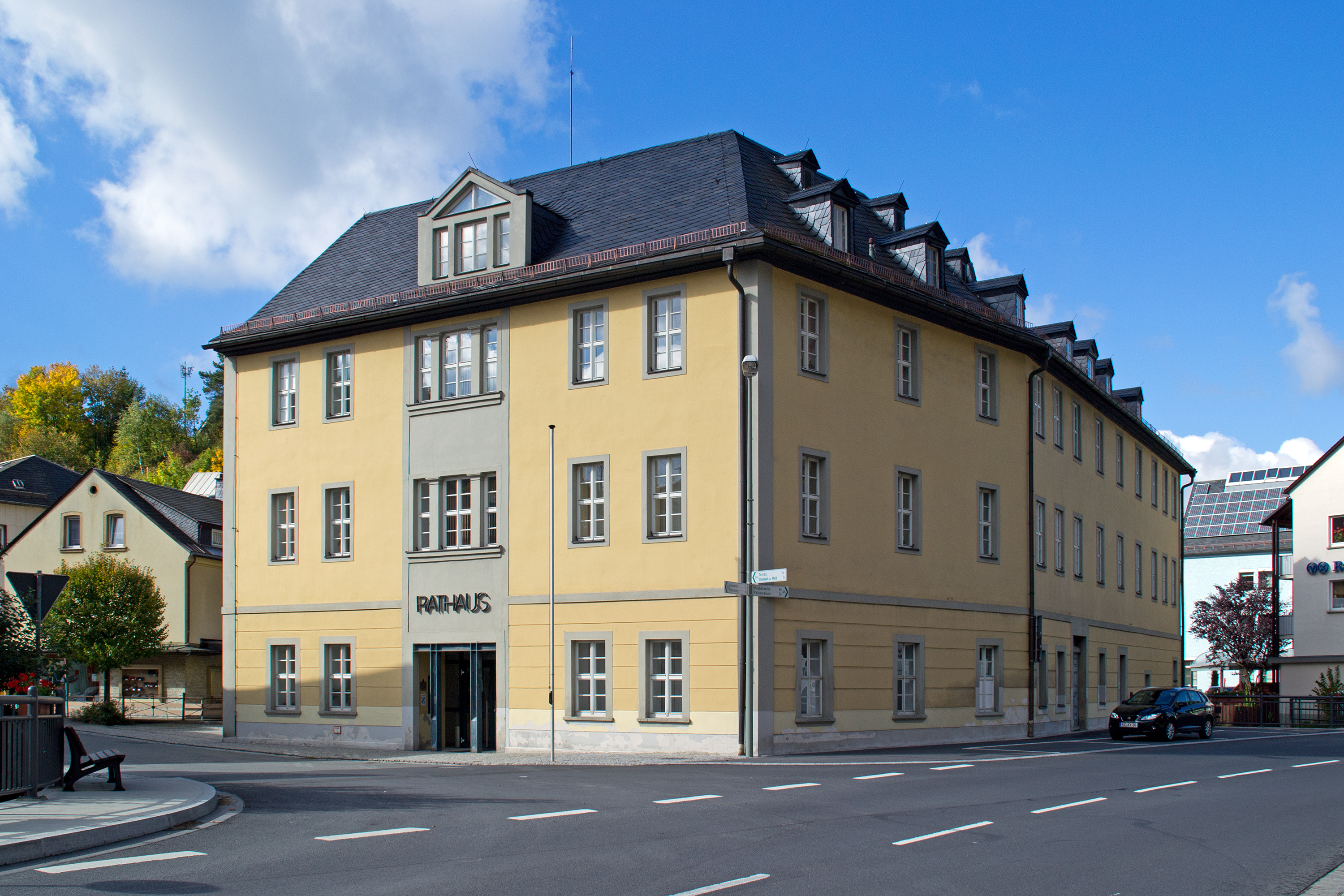
Ehemaliges Landgericht Ludwigsstadt, jetzt Rathaus

Das Landgericht Ludwigsstadt war ein von 1837 bis 1879 bestehendes bayerisches Landgericht älterer Ordnung mit Sitz in Ludwigsstadt, einer Stadt im Landkreis Kronach.

## Gebäude
Das stattliche dreiflügelige, etwa 19 × 36 m große Gebäude befindet sich in der Lauensteiner Straße 1, Ecke Lindenstraße. Es liegt direkt am Zusammenfluss von Loquitz und Trogenbach  auf einer Höhe von 437 m ü. NN.
Das Gebäude entstand bereits im Spätmittelalter als Salzstadel. Der dreigeschossige, dreiflügelige Profanbau besitzt ein Satteldach mit markanten Erkern und erscheint, nach An- und Umbauten, heute als ein Baukörper des frühen 19. Jahrhunderts. Das Gebäude steht unter Denkmalschutz und dient als Rathaus.

## Geschichte
Im Jahr 1803 wurde im Verlauf der Verwaltungsneugliederung Bayerns das Landgericht Lauenstein errichtet. Dieses wurde nach der Gründung des Königreichs Bayern dem Mainkreis zugeschlagen, dessen Hauptstadt Bamberg war. 1837 wurde der Sitz des Landgerichts Lauenstein nach Ludwigsstadt verlegt.
Im Jahr 1877 hatte das Landgericht Ludwigsstadt eine Fläche von 57.814 Tagewerke. Dies entspricht einer heutigen Fläche von 196 km², die sich 25 Gemeinden mit insgesamt 60 Ortschaften teilten. Bei der 1871 durchgeführten Volkszählung lebten damals in 2532 Haushalten insgesamt 11.381 Einwohner. Die weibliche Bevölkerung überwog mit 5.854 die männliche mit 5.527 nur geringfügig, wobei 33 Bewohner des Zuständigkeitsbereiches sich im aktiven Militärdienst befanden. 5.905 Seelen waren Katholiken, 5.474 Protestanten. Des Weiteren wurden ein Dissident sowie eine  renitente Person festgestellt, die sämtliche Angaben verweigerte.
Anlässlich der Einführung des Gerichtsverfassungsgesetzes am 1. Oktober 1879 kam es zur Errichtung des Amtsgerichts Ludwigsstadt, dessen Sprengel aus dem Bezirk des aufgehobenen Landgerichts Ludwigsstadt mit den damaligen Gemeinden Brauersdorf, Buchbach, Ebersdorf, Förtschendorf, Friedersdorf, Haßlach, Hirschfeld, Kehlbach, Kleintettau, Langenau, Lauenhain, Lauenstein, Ludwigsstadt, Marienroth, Ottendorf, Pressig, Reichenbach, Rothenkirchen, Steinbach an der Haide, Steinbach am Wald, Tettau, Teuschnitz, Welitsch, Wickendorf und Windheim gebildet wurde.